# جيسنت سيمون
جيسنت سيمون (بالمجرية: Simon Jácint)‏ (مواليد 4 فبراير 1979) هو سبّاح مجري، مثّل بلاده في الألعاب الأولمبية الصيفية 2000.

## روابط خارجية
جيسنت سيمون على موقع الاتحاد الدولي للسباحة (الإنجليزية)
- جيسنت سيمون على موقع أوليمبيديا (الإنجليزية)